# 国鉄DF40形ディーゼル機関車
DF40形は、かつて日本国有鉄道（国鉄）で試用された電気式ディーゼル機関車である。

## 製造の背景
国鉄がディーゼル機関車の開発を模索していたころ、国内の車両メーカーは国鉄および海外への売り込みをはかるべく、独自の機関車を設計・試作した。これらの機関車は、合計9形式が国鉄に借り入れられ、40番台、のちに90番台の形式を与えられて試用された。一部の形式は国鉄が正式に購入した。
それらの試作機関車のうち、本線用として製造されたのが、本形式である。
1955年に神戸の川崎車輌兵庫工場で1両が製造された。
本形式はのちにDF91形（2代）と改称されるが、それ以前にも同じDF91形を名乗る機関車が存在した。

## 車体
車体は箱形で全体的に丸みを帯びており、円形の側窓が特徴的である。屋根上の明かり取り窓も円形である。落成当初は、前面は非貫通式2枚窓構成であったが、1964年にDF50形との重連総括制御が可能なように改造されてジャンパ栓が追加設置され、さらに翌年貫通式に改造されてDF50形に準じた前面形状とされている。
登場当時の車体色は水色に裾部が橙（黄色に近い）の帯、のち同じ塗り分けで茶色と白の帯（スカートは黄色と黒のいわゆるゼブラ模様）、そして朱色とグレーのツートンカラー（正面は金太郎塗り分け。貫通式となった直後もほぼ同様）を経てDF50形と同様の塗装とされた。

## 主要機器
エンジンは川崎車輛がドイツのMAN社との技術提携によりライセンス供与を受けて製作したV6V22/30形（V形12気筒、バンク角45°、シリンダ内径220mm、行程300mm、連続定格出力1,200馬力/900rpm）である。このエンジンはMAN社が第二次世界大戦後船舶用として量産していたVV22ディーゼルエンジンシリーズの1機種で、機種・使用条件によるが1,200馬力～1,900馬力程度の出力が可能な設計であった。
同系の川崎／MAN V6V22/30ATLは1960年代に計画・建造された海洋観測艦あかしをはじめとする何隻かの川崎造船所／川崎重工業製海上自衛隊向け補助艦艇に、16気筒構成に拡張した川崎／MAN V8V22/30mALは青函連絡船の津軽丸 (2代)をはじめとする津軽丸型の初期3隻などにそれぞれ搭載され、また日立製作所とMAN社の提携によって製作されたV6V22/30ATLはコンゴ国鉄向けDELに搭載して輸出されるなど、この系列の機関は1950年代後半から1960年代にかけて船舶・鉄道向けとして日本で多くの製作実績を残している。また、後述するように本形式での運用実績から川崎と日立が製作したV6V22/30mAがDF50形500番台に採用され、同番台は73両が量産されている。
動力伝達方式は電気式を採用した。主発電機としては川崎車輌自社製のK4-730Aを1基搭載し、全車軸にK4-1453Aと称する同じく川崎製の吊り掛け式主電動機を装架する。
制御は先行するDD50形等と同様、エンジン回転数の調速と一段弱め界磁制御によって行う方式で、竣工当初は重連総括制御非対応であった。
台車は、鋳鋼製台車枠を備える3軸ボギー台車を2組装備し、軸配置はC-Cである。動輪直径は1,000mm。
軸箱支持機構は通常のペデスタルを用いる軸ばね式で、第1(4)・第2(5)軸および第2(5)・第3(6)軸間にそれぞれ設けられた揺れ枕を線路方向に長い重ね板ばねで連結・支持し、この上部に側受を置いて車体の荷重を支える構造であった。
この3動軸構成の台車は通常の2動軸構成の台車を3組備えるのと比較して軽量化が可能であったが、その反面、曲線通過時に中間軸が線路側面に与える横圧が大きいという問題があった。
本形式ではこの点が試験運用開始後に問題となり、土讃線を管轄する四国鉄道管理局（当時）がディーゼル機関車の運行を大々的に宣伝していたにもかかわらず直ちにメーカー返送・改修を余儀なくされ、さらには運用線区である土讃線へのタイプレート設置などの軌道強化が必要となった。
本形式でのこうした横圧過大の問題露呈を踏まえ、川崎車輌にとってライバルであった新三菱重工業が開発したDF50形では軸配置B-B-Bとし、さらに中間台車にTリンク装置と呼ばれる特別な吊りリンク機構を採用することでC-C配置の台車で発生しやすい横圧過大の問題を回避し、制式採用を勝ち取っている。
また、本形式試験運用時の手痛い教訓は、本形式と同様にC-C軸配置を採用したが中間軸について厳重な横圧低減対策を施したDF93形や、軸重の制約などから3動軸台車を一方に装着したがA-A-A配置として各軸の遊動を可能とすることで側圧低減を図ったDE10・DE11・DE15・DE50形など、本形式以後に日本国内で設計された3動軸台車を備えるディーゼル機関車で中間軸の横圧過大に特に留意した設計が行われる契機ともなった。

## 運用
1955年12月に川崎車輌兵庫工場で製番14として落成したが、この時点では無番号で濃い青を基調に車体裾部に黄帯を巻いた姿であった。
翌1956年度より国鉄が借り入れ、最高力行速度が75km/hであったことから当時の試作機関車形式で最高速度85km/h以下の車両に割り当てられていた40番台の形式称号が付与され、DF40 1と命名された。
借り入れ開始後は手すりの追加など運用上必要な手直しを実施の上で1956年4月に高松機関区へ配置され、土讃本線にて各種試験に供された。この際の試験の結果、前述のとおり一度川崎車輌へ戻されて改良工事が実施されている。1956年10月に高松機関区へ再配置され、同年11月のダイヤ改定では準急「南風」上り列車の牽引を受け持つなど土讃線の旅客列車、貨物列車に使用された。
1957年3月には新製配置されたDF50 1・2と入れ替わりに再度川崎車輌へ返送され、警笛の交換や元空気溜めの増設など修繕と改造工事をうけ、同年6月に四国へ戻され、翌1958年3月には高知機関区へ転属となった。この時期には性能を安定的に発揮可能であったとされる。
この間、1958年4月からは本形式と同系のV6V22/30mA（連続定格出力1,200馬力）を搭載するDF50形500番台が川崎車輌と日立製作所、それに東芝の3社によって量産開始され、スルザー8LDA25Aエンジンを搭載する0番台車と並行して1963年までに73両が生産されている。
これにより試作車としての役割を果たし終えた本形式であったが、1958年8月に国鉄が購入、1961年10月の称号改正でDF91形と改称された。
その後は四国に多数配属されたDF50形と共通運用され、1963年7月に朱色4号を基調として窓周りをねずみ色1号として、さらに前面はいわゆる金太郎塗りとした二色塗り分けに車体塗装が変更され、1964年2月には重連総括制御化改造を施工されてDF50形との重連運用が可能となった。
もっともこの時点では車体前面が非貫通構造であったため、重連運用時の乗務員移動の便を図る必要から1965年10月にDF50形と類似の貫通扉を妻面中央に設置した運転台構造へ改造された。さらにこの直後には塗装が通常のDF50形と共通のデザインに変更された。
本形式は元々DF50形500番台と同系列機関搭載で保守部品の調達が比較的容易であり、しかも軸配置こそ異なるもの性能はほぼ共通でダイヤ上限定運用とする必要がほとんどなかったこともあって長らく高知機関区配置として土讃線で暖房用蒸気発生装置を必要としない貨物列車運用を中心に使用され、結果として1950年代から1960年代にかけて国鉄で試用された車輌メーカー製試作ディーゼル機関車群の中では国鉄において最も長く営業運転に使用された形式となった。
なお、前面貫通化改造後、時期は不詳であるが当時の四国に配置されていた気動車・ディーゼル機関車で広範に施工されていた踏切事故対策としての前面強化改造工事を施工されている。
1975年2月28日に廃車となり、その後多度津工場で解体処分されている。

## 主要諸元
- 全長：15.4m
- 全幅：2.7m
- 全高：3.75m
- 運転整備重量：75t
- 機関：川崎重工業V6V22/30形ディーゼル機関1基
- 軸配置：C-C
- 連続定格出力：1200PS/900rpm
- 動力伝達方式：電気式
- 主発電機：K4-730A
- 主発電機出力：730kw/900rpm
- 主電動機：K4-1453A
  - 出力：108kw/500rpm
- 連続定格引張力：10800kg/21.4km/h
- 最大運転速度：75km/h